# هارتموث کریستین کلب
هارتموث کریستین کلب (انگلیسی: Hartmuth C. Kolb؛ زادهٔ ۱۰ اوت ۱۹۶۴) شیمی‌دان، و استاد دانشگاه اهل آلمان است. شهرت وی به دلیل معرفی مفهوم کلیک شیمی در سنتز شیمیایی است.